# Fredonia (Nova York)
Fredonia és una població dels Estats Units a l'estat de Nova York. Segons el cens del 2000 tenia 10.706 habitants.

## Demografia
Segons el cens del 2000, Fredonia tenia 10.706 habitants, 3.641 habitatges, i 1.951 famílies. La densitat de població era de 796,5 habitants/km².
Dels 3.641 habitatges en un 24,9% hi vivien nens de menys de 18 anys, en un 41,7% hi vivien parelles casades, en un 9,2% dones solteres, i en un 46,4% no eren unitats familiars. En el 30,3% dels habitatges hi vivien persones soles el 12,6% de les quals corresponia a persones de 65 anys o més que vivien soles. El nombre mitjà de persones vivint en cada habitatge era de 2,33 i el nombre mitjà de persones que vivien en cada família era de 2,9.
Per edats la població es repartia de la següent manera: un 15,7% tenia menys de 18 anys, un 38% entre 18 i 24, un 18% entre 25 i 44, un 16,5% de 45 a 60 i un 11,7% 65 anys o més.
L'edat mediana era de 23 anys. Per cada 100 dones de 18 o més anys hi havia 80,2 homes.
La renda mediana per habitatge era de 34.712 $ i la renda mediana per família de 49.549 $. Els homes tenien una renda mediana de 36.322 $ mentre que les dones 27.718 $. La renda per capita de la població era de 15.685 $. Entorn del 4,9% de les famílies i el 19% de la població estaven per davall del llindar de pobresa.